# NGC 7071
NGC 7071 est un amas ouvert relativement âgé et situé dans la constellation du Cygne. Il a été découvert par britannique John Herschel en 1829.
NGC 7071 est à 1 684 ± 78 pc (∼5 490 al) du système solaire et les dernières estimations donnent un âge de 300 ± 10 millions d'années. La taille apparente de l'amas est de 8,0 minutes d'arc, ce qui, compte tenu de la distance et grâce à un calcul simple, équivaut à une taille réelle de 12,8 ± 0,6 al.
Wolfgang Steinicke  ainsi que le professeur Seligman considèrent NGC 7071 comme un groupe d'étoiles et non comme un amas ouvert. De plus, NGC 7071 ne figure pas sur le site WEBDA qui est consacré aux amas ouverts. Cependant, les bases de données HyperLeda et NASA/IPAC et Simbad, le considèrent comme un amas ouvert.